# Mario Arillo
Mario Arillo (La Spezia, 25 marzo 1912 – La Spezia, 27 settembre 2000) è stato un militare italiano.
Prestò servizio come ufficiale della Regia Marina e della Xª Flottiglia MAS durante la seconda guerra mondiale con il grado di Capitano di corvetta, venendo decorato con la Medaglia d'oro al valor militare a vivente. Dopo l'armistizio dell'8 settembre 1943 aderì alla Repubblica Sociale Italiana entrando nella Marina Nazionale Repubblicana. Nel dopoguerra fu sottoposto a procedimento di epurazione e lasciò la vita militare.

## Biografia

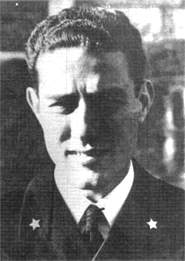
Il tenente di vascello Mario Arillo.

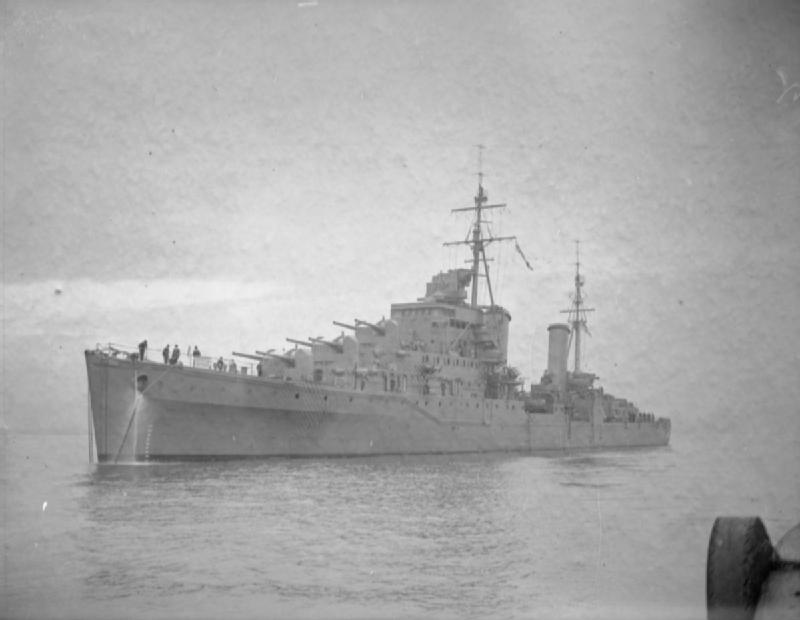
L'incrociatore leggero HMS Bonaventure.

Nacque a La Spezia il 25 marzo 1912 figlio di Gaetano, un sottufficiale della Regia Marina, e di Silvia Pirano.
Dopo essersi classificato terzo tra tutti i candidati, nell'ottobre 1927 entrò come allievo nella Regia Accademia Navale di Livorno, frequentando il penultimo corso che ebbe la durata di cinque anni. Nel luglio 1932 conseguì la nomina a guardiamarina e venne imbarcato sull'incrociatore pesante Trieste.
Nel luglio 1933 fu promosso sottotenente di vascello, imbarcandosi sull'esploratore Giovanni da Verrazzano dove rimase fino all'ottobre 1934
Nel luglio 1935 prese imbarco sul cacciatorpediniere Dardo e dall'aprile fino al novembre 1936 assolse l'incarico di Ufficiale in seconda sul sommergibile H 2 di base a La Spezia.
Nel luglio 1937 conseguì la promozione a tenente di vascello e dal novembre dello stesso anno fino al luglio 1938 fu imbarcato in successione sugli incrociatori pesanti Trento e Trieste. Sull'incrociatore leggero Duca degli Abruzzi svolse per sei mesi l'incarico di Aiutante di bandiera dell'ammiraglio Barzaghi, comandante della 3ª Divisione Navale.
Dal luglio 1938 al settembre 1940 prestò servizio presso l'Accademia Navale, e poi, a guerra iniziata, si imbarcò sul sommergibile Ettore Fieramosca per la prevista Scuola Comando. Il 19 gennaio 1941 assunse il comando del sommergibile Ambra.
Alle 03.07 del 31 marzo 1941, mentre si trovava in rotta tra Alessandria d'Egitto e Souda, affondò con due siluri a nord di Sollum (Egitto) l'incrociatore leggero inglese Bonaventure da 5.450 tonnellate. L'incrociatore affondò in brevissimo tempo in lat. 33°20'N, long. 26°35'E, dopo essere stato colpito sul fianco destro. Nell'affondamento persero la vita 148 uomini dell'equipaggio, mentre i 310 superstiti vennero recuperati dal cacciatorpediniere Hereward.
Nel luglio 1941, dopo il fallito attacco al porto di La Valletta da parte della Xª Flottiglia MAS, incontrò il capitano di corvetta Junio Valerio Borghese e si dichiarò disposto ad entrare nella Flottiglia, decimata nell'attacco. Fu quindi deciso di trasformare il sommergibile Ambra per il trasporto dei mezzi d'assalto SLC.
Nel 1942 compì ardite missioni per trasporto operatori e mezzi speciali della Xª Flottiglia MAS nei porti di Alessandria d'Egitto, maggio 1942 (Operazione GA.4), e Algeri, dicembre 1942 (Operazione N.A. 1). Mentre l'operazione contro Alessandria non ebbe successo, quella di Algeri (con l'impiego di tre SLC e dieci "uomini Gamma") si concluse con l'affondamento o grave danneggiamento di quattro mercantili Alleati. Per quest'ultima operazione fu decorato con la Medaglia d'oro al valor militare, appuntatagli sul petto da S.M. Re Vittorio Emanuele III.
Nel giugno 1943 si recò a Danzica per assumere il comando del nuovo sommergibile S.5 in fase di approntamento. L'unità fu formalmente consegnata alla Regia Marina il 31 luglio successivo, ed egli mantenne il comando fino alla proclamazione dell'armistizio dell'8 settembre dello stesso anno.
La sera di quel giorno si trovava a Danzica a cena con il console italiano ed era temporaneamente al comando del Gruppo Sommergibili “S”, quando il Comando di Gruppo fu informato dell'accaduto dal notiziario radio dell'EIAR. I tedeschi, che erano al corrente dell'armistizio già da alcune ore lo convocarono immediatamente presso il comando della Kriegsmarine chiedendo perentoriamente la consegna delle navi, ma ottennero un netto rifiuto. Il comando tedesco non prese provvedimenti e i nove sommergibili presenti e Danzica rimasero in mano italiana, innalzando il tricolore a riva. Il 19 settembre le nove unità furono formalmente consegnate alla Kriegsmarine, mentre gli equipaggi, radunati a bordo del piroscafo Deutschland, dovettero scegliere se aderire alla Repubblica Sociale Italiana o essere internati in un campo di prigionia. Dei circa cinquecento militari italiani presenti, una sessantina, rifiutarono di continuare a combattere e furono internati in Germania.
Insieme a circa quattrocento marinai egli rientrò nell'Italia del nord, entrando quindi nella Marina Nazionale Repubblicana per divenire uno dei vice del comandante Borghese, continuando a combattere sino agli ultimi giorni di guerra contro gli alleati. Assunse la direzione del Comando del Tirreno, con sede a Genova e giurisdizione da Sanremo sino al fronte sud.  Il comandante Arillo chiamò il tenente di vascello Mario Rossetto alla X Flottiglia Mas ed al comando dei reparti della Marina ancora presenti a Spezia.
Nell'aprile 1945, a poche ore dal termine della guerra, ebbe un ruolo rilevante nel salvare il porto di Genova, che i tedeschi in ritirata avrebbero voluto far saltare in aria. Predispose lo schieramento degli uomini e dei mezzi alle sue dipendenze dentro al porto impedendo a chiunque di entrare o avvicinarsi. Catturato in mare da un cacciatorpediniere inglese il 15 aprile, fu portato a Genova, e poi a Roma dove arrivò il 20 aprile. Qui contribuì alla resa della Xª MAS chiedendo, ed ottenendo, che ai militi dell'unità fosse reso l'onore delle armi. Imprigionato dapprima nel campo 209 ad Afragola, fu poi mandato in un campo di concentramento in Algeria, ed una volta rientrato in Italia nel gennaio 1946, nel campo di concentramento “S” di Taranto, da cui evase nell'aprile dello stesso anno.
Nell'immediato dopoguerra partecipò alle operazioni di sminamento dei porti italiani, ma sottoposto a procedimento di epurazione dovette lasciare la vita militare, degradato al grado di tenente di vascello. Fu reintegrato successivamente nel grado precedente per decisione di una commissione presieduta dall'ammiraglio Vladimiro Pini.
Lasciata la marina si laureò in ingegneria, rimanendo però nella riserva navale, dove conseguì i gradi di capitano di fregata e successivamente di vascello. Morì a La Spezia il 27 settembre 2000.

### Annotazioni
1. ↑  Inizialmente doveva assumere il comando del sommergibile oceanico Ammiraglio Cagni, ma visto che l'unità si trovava in missione, il Comando sommergibili lo mandò a Danzica per ritirare uno dei nuovi sommergibili tedeschi Tipo VIIC in fase di allestimento per la Regia Marina.
2. ↑  Tuttavia il comando tedesco consigliò i comandanti delle unità di non permettere ai loro equipaggi di scendere a terra, per evitare incidenti con la popolazione civile.
3. ↑  Tra cui il c.v. Alberto Longhi, comandante del sommergibile S.7.
4. ↑  Alle sue dipendenze si trovavano la base MAS di Imperia, la base M.S. di San Remo, il Comando Marina La Spezia, e il Comando Marina Genova.
5. ↑  Nel dopoguerra il cardinale Giuseppe Siri, a quel tempo arcivescovo di Genova, lo ringraziò pubblicamente per il gesto, grazie al quale le infrastrutture portuali erano state salvaguardate.
6. ↑  Negli anni successivi lavorò per la Marina Militare Italiana attraverso scritti e conferenze, impegnandosi affinché fosse costituita la scuola di Maricosom.

### Fonti
1. ↑  Martinelli 2005, p. 23.
2. ↑  Martinelli 2005, p. 24.
3. 1 2  Martinelli 2005, p. 27.
4. ↑  Bollettino d'archivio della Marina Militare, giugno 2001, pag.169-170.
5. 1 2  Rossetto 1994, p. 28.
6. 1 2  Rossetto 1994, p. 31.
7. 1 2 3  Rossetto 1994, p. 32.
8. ↑  Martinelli 2005, p. 28.
9. ↑  Martinelli 2005, p. 5.
10. 1 2 3 4 5  Antonio Pannullo, Mario Arillo, il sommergibilista della Decima che salvò il porto di Genova, Il Secolo d'Italia, Genova, 28 settembre 2015.
11. ↑  Rocco 1998, p. 78.
12. ↑  Martinelli 2005, p. 52.
13. 1 2  Martinelli 2005, p. 53.
14. ↑  Determinazione del 1º luglio 1941.
15. ↑  Determinazione del 28 novembre 1942.